# Енгелбрект Енгелбректсон
Енгелбрект Енгелбректсон (око 1395 - 1436) је био ситан племић и шведски регент краљевине (1435—1436) .
Данска је огриначавала права аристократије, одузимала краљевске земље које је она присвојила, делила феуде у Шведској Данцима, рушила феудалне замкове — све је то изазивало дубоко незадовољство међу шведском аристократијом .
И спољна политика Данске, која је била усмерена против Ханзе и Холштајна, газила је интересе Шведске, која је желела да с Немачком успостави непосредну трговачку везу. Крајње су били незадовољни сопственици рудника, тесно повезани с Ханзом, којој су продавали гвожђе и бакар .
Данско чиновништво дозвољавало је себи сва могућа угњетавања и изнуђивања. Данску је власт пратило јачање феудалног угњетавања. Дански феудалци, који су добили земљопоседе у Шведској, претварали су сељаке у кметове и угњетавали их .
1434. године подигао је у Далекарлији устанак против данске окупације. Устанак је брзо захватио читаву земљу. Сељачка војска коју је организовао Енгелбрект успешно је оперисала против Данаца. Устанку су пришли сви који су били незадовољни данском влашћу, и Шведска је за непуна четири месеца била ослобођена Данаца, а само је неколико утврђених места остало у рукама Данаца .
1435. године Енгелбрект је сазвао сталешку скупштину — риксдаг — на коју су на равној нози са аристократијом и свештенством били позвани и представници градова и слободног сељаштва. Та је скупштина објавила збацивање Ерика Померанског и изабрала за регента краљевине Енгелбректа. Али сељаци нису тежили само да се ослободе данске власти. Њихов је покрет почео да се усмерава против шведских феудалаца. Међу сељацима се ширило учење о општој једнакости .
Феудалци су се узнемирили. Нарочито се онеспокојило свештенство; оно је у сељачком покрету видело аветињу хуситства, које је тада плашило машту католичког свештенства читаве Европе. Стога су се аристократија и свештенство сложили да врате на престо Ерика Померанског, али су притом за управљање земљом поставили свог регента, чувеног племића Карла Кнутсона. Енгелбректа су се ослободили издајничким убиством .
Ерик је морао обећати да ће се на највише дужности у Шведској постављати само шведске велможе и да ће се отсада ратови објављивати само у сагласности са аристократијом све три краљевине. На тај начин, Калмарска је унија задржана, ма да у суштини само формално. Између Шведске и Данске вођена је дуготрајна борба, с којом је била повезана и борба у самој Шведској. Крупни феудалци и нарочито црква чинили су данску партију, која је тежила да уз помоћ Данаца доведе до краја феудализацију шведског друштва и да потчини себи сељаштво. Покушаји који су чињени у том смислу навели су сељаке да приђу националној партији, која се састојала од ситног племства и грађана и која се борила за пуну политичку самосталност Шведске .